# Мендес, Леопольдо

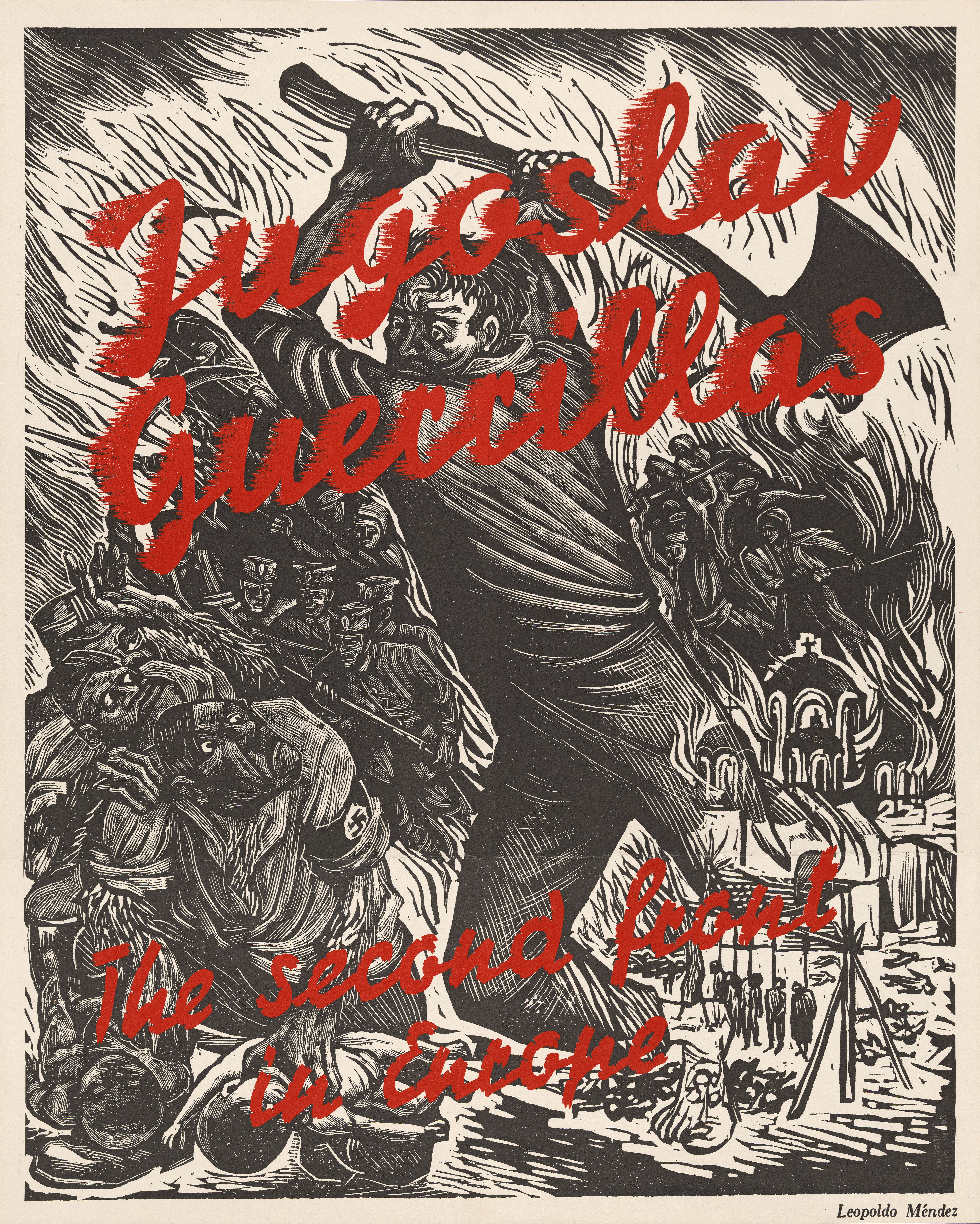
Гравюра Леопольдо Мендеса на тему Народно-освободительной войны Югославии

Леопо́льдо Ме́ндес (исп. Leopoldo Méndez; 30 июня 1902, Мехико — 8 февраля 1969, Мехико) — выдающийся мексиканский художник-график. Работы Мендеса в основном были сосредоточены на гравюрах для иллюстраций, обычно связанных с его политической и общественной активностью. Его наиболее значимые работы были связаны с такими организациями, как Лига революционных писателей и художников и Мастерская народной графики, которые занимались пропагандой идеалов Мексиканской революции и антифашизма в 1930-х годах. Несмотря на его значимость в художественных и политических кругах XX века, Мендес был относительно малоизвестной фигурой при жизни и остаётся таковой до сих пор. Причины этого, как правило, связаны с тем фактом, что он верил в коллективную и анонимную работу на благо общества, а не ради денежной выгоды, а также потому, что социалистические и коммунистические темы его работ потеряли популярность у последующих поколений. Несмотря на это, он получил некоторое посмертное признание мексиканских искусствоведов, считающих его преемником художника-графика Хосе Гуадалупе Посада.

## Биография
Информации о личной жизни художника не так много, большая часть сведений напрямую связана с его творчеством, практически отсутствуют опубликованные фотографии художника.
Родился 30 июня 1902 года в Мехико. Его семья была бедной, поскольку он был одним из восьми детей, рождённых от отца, который работал сапожником, и матери, которая была сельхозработницей на ферме ацтеков в штате Мехико. Мендесу не было ещё и двух лет, когда оба его родителя умерли. Осиротев, воспитывался в домах тёти Мануэлы и бабушки (у тёти времени проводил больше). Со слов родственников, он был задиристым, часто обижал своих братьев. Ему пришлось рано стать мальчиком на побегушках, позднее полученный опыт окажет влияние на его творчество. Он также находился под сильным влиянием Мексиканской революции. Будучи десятилетним мальчишкой, стал свидетелем боёв Трагической декады в Мехико.
Рисовать стал в начальной школе. Портрет президента Венустиано Каррансы, который Мендес написал будучи школьником, стал первой его проданной работой.
После окончания школы поступил в Академию Сан-Карлос, где проучился три года, после чего перевёлся в Escuela de Pintura al Aire Libre (с исп. — «Школа живописи под открытым небом»), только что основанную Альфредо Рамосом Мартинесом. Одна из его претензий к обоим учебным заведениям заключалась в том, что ему никогда не разрешали рисовать движение, а только неподвижные объекты и пейзажи без людей или животных. Он научился рисовать движения, иллюстрируя периодические издания. Ему приходилось заниматься этим, чтобы заработать денег на жизнь.
В 1920-е годы был одной из ключевых фигур направления страйдентизма, с 1925 по 1927 год проживал в городе Халапа-Энрикес, который был главным центром этого направления. С его слов, там он вёл богемный образ жизни, и ещё больше проникся духом Мексиканской революции, стал радикалом, сосредоточившись на идеях сапатизма. В 1927 году он вернулся в Мехико и вступил в МКП. К тому моменту он увлёкся мексиканским фольклором и народными промыслами, стал коллекционером артефактов подобного рода.
Бо́льшая часть его жизни и творчества были посвящены продвижению левых политических убеждений, в значительной степени оставаясь верным политическим взглядам своей юности эпохи постреволюционной Мексики. В 1930 году он основал проект Lucha Intellectual Proletaria (с исп. — «Пролетарская интеллектуальная борьба») и отправился в США, чтобы выступить с лекциями перед рабочими. В 1938 году он получил стипендию Гуггенхайма и переехал в Нью-Йорк, где продолжал общаться с группами рабочих. Он был убеждён, что художники должны работать для людей, и поэтому его финансовое положение всегда было скромным. Его авторитет среди художников и писателей своего времени был велик, но он, как правило, не претендовал на индивидуальное признание и оставался на заднем плане.
После того, как Давид Альфаро Сикейрос и его сообщники напали на дом Льва Троцкого в Койоакане 24 мая 1940 года, Леопольдо Мендес был арестован и провёл в заключении несколько дней. Причиной этого было то, что нападавшие оставили «улики», чтобы подставить Мастерскую народной графики. Тем не менее, Мендес был освобожден без предъявления обвинений.
Член (академик) Академии искусств Мексики с 1968 года.
Мендес продолжал заниматься искусством и политикой до самой смерти. Умер 8 февраля 1969 года от гепатита, во время работы над книгой, посвященной мексиканскому фольклору и народным промыслам, которые он коллекционировал с 1920-х годов до самой смерти. У него остался один сын, Пабло Мендес.

## Произведения
Наиболее известен своими гравюрами, которых за свою жизнь создал более семи сотен.
Его первые крупные работы были созданы в качестве члена-сооснователя Лиги революционных писателей и художников, созданной в 1933 году. Группа создавала работы и выставлялась вместе, издавала свой собственный журнал под названием Frente a Frente. В этот период творчество Мендеса стало воинственным; он считал, что имеет ценность только искусство, созданное для продвижения интересов рабочего класса. Это совпадало с политическим курсом Ласаро Карденаса, который был президентом Мексики в 1934—1940 годах.

## Выставки
За свою жизнь Мендес провёл небольшое количество персональных выставок. Его первая крупная выставка состоялась в 1930 году, когда он отправился в Лос-Анджелес в сотрудничестве с Карлосом Мерида. В 1945 году у него была персональная выставка в Чикагском институте искусств, а затем в 1946 году в Национальном институте изящных искусств и литературы Мехико.

## Политическая деятельность
С 1927 года состоял в Мексиканской коммунистической партии, покинул её в 1946 году, после чего присоединился к Повстанческой группе имени Хосе Карлоса Мариатеги, начав сотрудничество с её официальным изданием El Insurgente. В 1948 году стоял у истоков Народной партии, но покинул её в 1958 году. В 1953 году участвовал в выборах в качестве кандидата от Народной партии, но проиграл. На президентских выборах 1958 года агитировал голосовать за Адольфо Лопеса Матеоса.
В 1942 году он опубликовал En el nombre de Cristo — серию из семи литографий о варварстве кристерос и убийствах ими учителей.
В 1953 году за свою антивоенную деятельность получил признание Всемирного совета мира, став лауреатом Международной премии Мира, в том же году посетил СССР.